# Relações entre Bangladesh e Líbano
As relações entre Bangladesh e o Líbano são as relações bilaterais da República Popular do Bangladesh e da República Libanesa.

## Guerra do Líbano de 2006
Bangladesh chamou o bombardeio israelense ao Líbano em 2006 de terrorismo de estado e apoiou totalmente a causa do Líbano neste assunto. O ministro das Relações Exteriores de Bangladesh, Morshed Khan, disse em uma entrevista coletiva que "a condenação vai além da nossa linguagem. Consideramos isso terrorismo de Estado. Esta é uma violação flagrante dos direitos humanos. É terrorismo religioso".
O governo libanês saudou a promessa de Bangladesh de enviar tropas para a Força Provisória das Nações Unidas no Líbano (UNIFIL). Bangladesh também ofereceu todos os tipos de assistência para a reabilitação e reconstrução do Líbano após a guerra. Os dois países discutiram a possível participação de forças de paz de Bangladesh na UNIFIL expandida quando o Ministro das Relações Exteriores Morshed Khan se encontrou com o Ministro das Relações Exteriores do Líbano, Fawzi Salloukh em Nova York, à margem do Assembleia Geral das Nações Unidas.
Em 2010, Bangladesh se tornou o primeiro país do Sul da Ásia a enviar navios de guerra para a UNIFIL quando os navios BNS Osman e BNS Madhumoti partiram de Chatigão para o Líbano.

## Cooperação Econômica
Em 2014, uma delegação comercial de Bangladesh visitou o Líbano. O Líbano tem demonstrado grande interesse em importar juta e produtos de juta de Bangladesh. Além disso, roupas, peixes, cerâmicas, couro e produtos líderes de fabricação de Bangladesh também foram identificados como produtos interessantes para o mercado libanês.
Em setembro de 2019, o Líbano manifestou interesse em fortalecer ainda mais os laços comerciais com Bangladesh, assinando um acordo comercial preferencial. Sharifa Khan, vice-secretária do Ministério do Comércio, disse em um relatório publicado pelo jornal Sangbad Sangstha de Bangladesh que Bangladesh recebeu uma proposta do Líbano a esse respeito e que foi enviada à comissão tarifária para consideração.